# Paracedemon niger
Paracedemon niger är en skalbaggsart som beskrevs av Stefan von Breuning 1957. Paracedemon niger ingår i släktet Paracedemon och familjen långhorningar.
Artens utbredningsområde är Madagaskar. Inga underarter finns listade i Catalogue of Life.